# Carlo Emanuele II di Savoia
Carlo Emanuele II di Savoia (Torino, 20 giugno 1634 – Torino, 12 giugno 1675) fu duca di Savoia e sovrano dello Stato sabaudo dal 1638 al 1675.

## Biografia

### Infanzia e ascesa

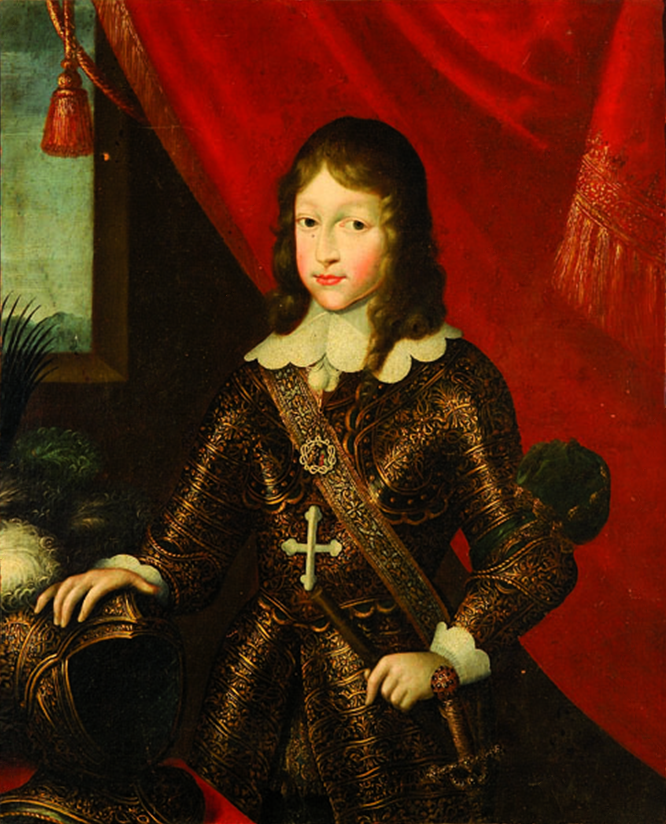
Carlo Emanuele ritratto in giovane età

Carlo Emanuele II, terzogenito maschio di Vittorio Amedeo I di Savoia (1587 – 1637) e di Maria Cristina di Borbone-Francia (1606 – 1663), sorella di Luigi XIII, salì al trono a quattro anni nel 1638, alla morte del fratello Francesco Giacinto.

### Persecuzione dei Valdesi
Nel 1655 il principe Carlo Emanuele II sospinto dalla cattolica madre Cristina di Francia, figlia di Enrico IV, inviò il marchese di Pianezza con i suoi armigeri a "ristabilire l'ordine"; il piano era stato approntato dalla Congregazione romana "per propagare la fede ed estirpare gli eretici". I valdesi, oramai relegati nel ghetto costituito dalle Valli del Pellice, della Germanasca e del Chisone, ospitarono senza sospetti gli armigeri nelle loro case ma questi, il sabato Santo, ad un segnale diedero inizio al massacro passato alla storia con il nome di Pasque piemontesi durante il quale le atrocità perpetrate contro donne e bambini suscitarono lo sgomento delle nazioni protestanti. Oliver Cromwell raccolse il disperato appello dei pastori sfuggiti alla cattura interessando l'Inghilterra puritana alla salvezza della comunità valdese; con febbrile lavoro diplomatico interessò Ginevra e i cantoni protestanti e lo stesso ministro di Luigi XIV, cardinale Giulio Mazzarino (1602–1661) perché si ponesse fine alla distruzione di un popolo che non era una semplice parte del mondo protestante ma "rappresentava l'anello di congiunzione del protestantesimo con l'età apostolica".

### Matrimoni
Carlo Emanuele II sposò in prime nozze Francesca Maddalena d'Orléans, morta il 14 gennaio 1664 senza che avesse potuto dargli figli. Sposò quindi in seconde nozze, il 20 maggio 1665 Giovanna Battista di Savoia Nemours dalla quale ebbe un figlio.

### Regno

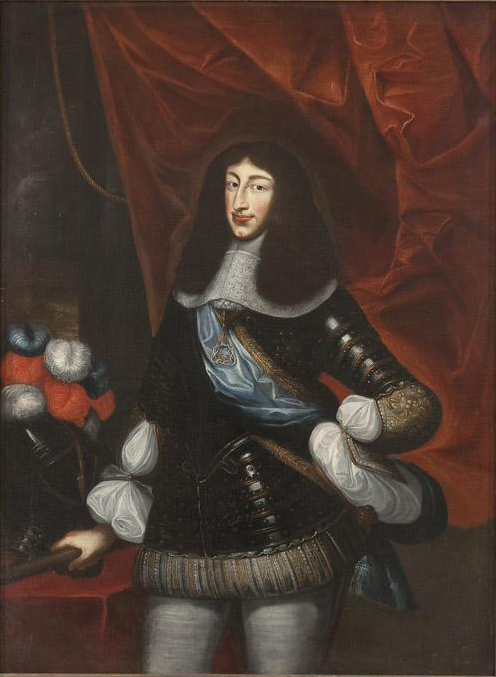
Il duca Carlo Emanuele II di Savoia

Il suo regno effettivo cominciò però soltanto nel 1663, alla morte della duchessa madre che era una donna attiva ed energica tanto da venire comunemente chiamata Madama Reale. Sotto la sua reggenza, però, si erano aggravati molti dei problemi che affliggevano il Piemonte: le casse dello stato si erano svuotate, il sistema militare decaduto, molti comuni rimasti privi di buoni amministratori. Inoltre, in campo internazionale, si erano verificate tensioni con i Paesi protestanti del Nord Europa a seguito delle persecuzioni contro i valdesi del 1655 (Pasque piemontesi). Rimettere in sesto lo Stato fu il non semplice compito che si trovò ad affrontare Carlo Emanuele II.

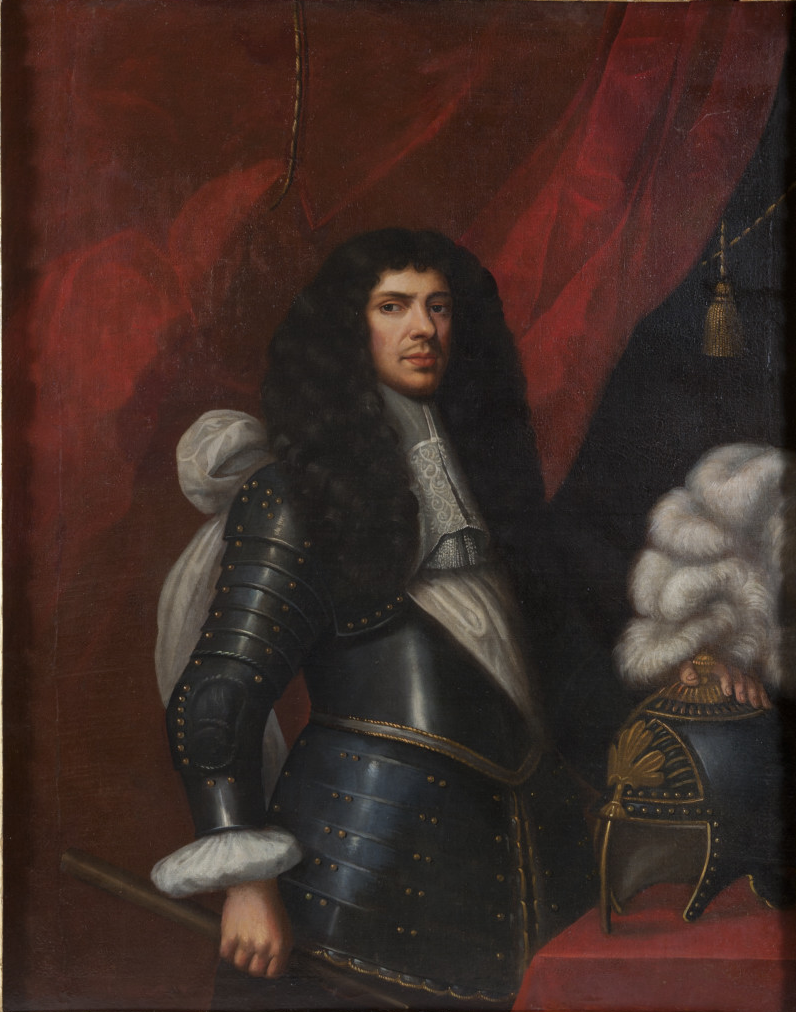
suo cugino, il conte Eugenio Maurizio.

#### Riforme
Le riforme iniziarono dall'esercito. Licenziati i mercenari, che avevano fino ad allora costituito il nerbo dell'esercito del Ducato ed il cui costo era diventato spropositato, Carlo Emanuele creò cinque nuovi reggimenti di fanteria di linea interamente piemontesi: il reggimento "Monferrato", il "Savoia", il "Piemonte", il "Aosta", il "Nizza". Anche la cavalleria fu ripristinata e le vecchie fortificazioni malridotte vennero messe a nuovo. Le riforme volute dal duca furono ben salutate anche dagli stati italiani, se l'ambasciatore veneziano così descrisse la situazione sabauda:
Anche l'istruzione venne curata: nel 1661 il Duca istituiva una specie di Scuola Pubblica, le cui spese erano pagate direttamente dai Comuni.
Interessato anche a migliorare il tenore di vita della sua popolazione, Carlo Emanuele bandì un decreto nel quale si vietava l'accattonaggio, ordinando all'Ospedale di Carità di accudire i poveri mendicanti.
Le città videro un nuovo Rinascimento, grazie al grande amore del principe per le arti. Torino, in particolare, subì una totale trasformazione urbana che sarebbe continuata, negli anni di reggenza di Maria Giovanna Battista di Savoia-Nemours e, poi, sotto Vittorio Amedeo II, grazie all'intervento di artisti rinomati. Tra le opere più importanti realizzate sotto il regno di Carlo Emanuele II fu la grande Piazza San Carlo a Torino su progetto di Carlo di Castellamonte, stesso autore che progettò anche il Castello di Rivoli, mentre il figlio Amedeo lavorò alla realizzazione della Reggia di Venaria Reale, fortemente voluta dal duca.

#### Politica internazionale
Cugino del re di Francia Luigi XIV, Carlo Emanuele II ne appoggiò la politica, aiutandolo nelle guerre di Devoluzione (1667 – 1668) e d'Olanda (1672 – 1678) poiché il carattere mite del principe favoriva la sua sottomissione alla potenza d'Oltralpe.
Aiutò anche i Veneziani in quella che sarà denominata poi Guerra di Candia, inviando a Creta due suoi reggimenti. Il marchese Gianfranco Villa, capo della spedizione, ebbe il permesso ducale di poter militare al soldo della Serenissima.
L'unico tentativo di espansione del ducato si ebbe quando Carlo Emanuele II progettò l'occupazione di Genova, nel 1672. A progettare il Colpo di Stato fu Raffaele della Torre, un emigrato genovese che però venne scoperto. La guerra che ne seguì, peraltro breve, fu fermata dall'intervento di Luigi XIV che costrinse le parti alla pace il 18 gennaio 1673.

### Ultimi anni e morte
Durante il suo regno si verificarono importanti screzi con i calvinisti di Ginevra, sfiorando anche la guerra religiosa, ma tutto fu stroncato dalla morte improvvisa del Duca.
Carlo Emanuele II venne sepolto nella Cappella della Sindone di Torino.

## Discendenza
Carlo Emanuele II e Maria Giovanna Battista di Savoia-Nemours ebbero un figlio:
1. Vittorio Amedeo (1666–1732), futuro Duca di Savoia dal 1675 con il nome di Vittorio Amedeo II, Re di Sicilia, dal 1713 al 1720, Re di Sardegna dal 1720.

Ebbe poi altri figli naturali:
- da Maria Giovanna di Trecesson, moglie del marchese Pompilio Benso di Cavour:
  - Cristina Ippolita (1655-1730), dapprima destinata a divenire monaca (presso le Visitandine di Aosta e di Chambéry), ma poi andata sposa al principe di Masserano Carlo Besso Ferrero-Fieschi [saranno le loro 3 figlie a diventare suore della Visitazione];
  - Luisa Adelaide (1662-1701), destinata anche lei a divenire monaca (sempre presso il monastero della Visitazione di Aosta) sin dal 1665[7];
  - Giuseppe di Trecesson (†1736), divenuto abate di Sesto e Lucedio.
- da Gabriella di Mesmes de Marolles, contessa delle Lanze:[8]:
  - Francesco Agostino, futuro conte delle Lanze e di Vinovo, sposò Barbara Piossasco di Piobesi[9];
  - Carlo, detto il Cavalier Carlino.

## Ascendenza
|                                   |                    |                            | Genitori               |  |  | Nonni |  |  | Bisnonni                       |  |  | Trisnonni           |  |
|                                   |                    |                            |                        |  |  |       |  |  | Emanuele Filiberto I di Savoia |  |  | Carlo III di Savoia |  |
|                                   |                    |                            |                        |  |  |       |  |  | Emanuele Filiberto I di Savoia |  |  | Carlo III di Savoia |  |
|                                   |                    | Beatrice di Portogallo     |                        |  |  |       |  |  | Emanuele Filiberto I di Savoia |  |  |                     |  |
| Carlo Emanuele I di Savoia        |                    |                            |                        |  |  |       |  |  | Emanuele Filiberto I di Savoia |  |  |                     |  |
|                                   |                    | Margherita di Francia      | Francesco I di Francia |  |  |       |  |  |                                |  |  |                     |  |
|                                   |                    | Margherita di Francia      | Francesco I di Francia |  |  |       |  |  |                                |  |  |                     |  |
|                                   |                    | Margherita di Francia      | Claudia di Francia     |  |  |       |  |  |                                |  |  |                     |  |
| Vittorio Amedeo I di Savoia       |                    | Margherita di Francia      |                        |  |  |       |  |  |                                |  |  |                     |  |
|                                   |                    | Filippo II di Spagna       | Carlo V d'Asburgo      |  |  |       |  |  |                                |  |  |                     |  |
|                                   |                    | Filippo II di Spagna       | Carlo V d'Asburgo      |  |  |       |  |  |                                |  |  |                     |  |
|                                   |                    | Filippo II di Spagna       | Isabella di Portogallo |  |  |       |  |  |                                |  |  |                     |  |
| Caterina Michela d'Asburgo        |                    | Filippo II di Spagna       |                        |  |  |       |  |  |                                |  |  |                     |  |
|                                   |                    | Elisabetta di Valois       | Enrico II di Francia   |  |  |       |  |  |                                |  |  |                     |  |
|                                   |                    | Elisabetta di Valois       | Enrico II di Francia   |  |  |       |  |  |                                |  |  |                     |  |
|                                   |                    | Elisabetta di Valois       | Caterina de' Medici    |  |  |       |  |  |                                |  |  |                     |  |
| Carlo Emanuele II di Savoia       |                    | Elisabetta di Valois       |                        |  |  |       |  |  |                                |  |  |                     |  |
|                                   | Antonio di Borbone | Carlo I di Borbone-Vendôme |                        |  |  |       |  |  |                                |  |  |                     |  |
|                                   | Antonio di Borbone | Carlo I di Borbone-Vendôme |                        |  |  |       |  |  |                                |  |  |                     |  |
|                                   | Antonio di Borbone | Francesca d'Alençon        |                        |  |  |       |  |  |                                |  |  |                     |  |
| Enrico IV di Francia              | Antonio di Borbone |                            |                        |  |  |       |  |  |                                |  |  |                     |  |
|                                   |                    | Giovanna III di Navarra    | Enrico II di Navarra   |  |  |       |  |  |                                |  |  |                     |  |
|                                   |                    | Giovanna III di Navarra    | Enrico II di Navarra   |  |  |       |  |  |                                |  |  |                     |  |
|                                   |                    | Giovanna III di Navarra    | Margherita di Francia  |  |  |       |  |  |                                |  |  |                     |  |
| Maria Cristina di Borbone-Francia |                    | Giovanna III di Navarra    |                        |  |  |       |  |  |                                |  |  |                     |  |
|                                   |                    | Francesco I de' Medici     | Cosimo I de' Medici    |  |  |       |  |  |                                |  |  |                     |  |
|                                   |                    | Francesco I de' Medici     | Cosimo I de' Medici    |  |  |       |  |  |                                |  |  |                     |  |
|                                   |                    | Francesco I de' Medici     | Eleonora di Toledo     |  |  |       |  |  |                                |  |  |                     |  |
| Maria de' Medici                  |                    | Francesco I de' Medici     |                        |  |  |       |  |  |                                |  |  |                     |  |
|                                   |                    | Giovanna d'Austria         | Ferdinando I d'Asburgo |  |  |       |  |  |                                |  |  |                     |  |
|                                   |                    | Giovanna d'Austria         | Ferdinando I d'Asburgo |  |  |       |  |  |                                |  |  |                     |  |
|                                   |                    | Giovanna d'Austria         | Anna Jagellone         |  |  |       |  |  |                                |  |  |                     |  |
|                                   |                    | Giovanna d'Austria         |                        |  |  |       |  |  |                                |  |  |                     |  |